# Хритинин, Дмитрий Фёдорович
Дмитрий Фёдорович Хритинин (род. 7 июня 1936 года) — советский и российский психиатр, член-корреспондент РАМН (2004), член-корреспондент РАН (2014).
Профессор кафедры психиатрии и наркологии лечебного факультета Сеченовского университета.
Являлся научным руководителем докторской и кандидатской диссертаций, в которых выявлены масштабные заимстования из других источников, без указания авторства.

## Публикации
- Жариков Н. М., Урсова Л. Г., Хритинин Д. Ф. Психиатрия: Учебник. — М.: Медицина, 1989. — 496 с. — ISBN 5-225-00278-1.